# Francisco Núñez Melián
Francisco Núñez Melián (15??-13 de abril de 1644), fue un militar y administrador real español, gobernador y capitán general de Yucatán de 1643 a 1644, nombrado por el rey Felipe IV de España. Murió de manera trágica en el ejercicio de su cargo el 13 de abril de 1644. Antes había sido gobernador de Venezuela.

## Datos biográficos e históricos
Núñez Melián fue designado el 27 de marzo de 1643 desde San Lorenzo de El Escorial,  gobernador de Yucatán (Nueva España), teniendo ya una avanzada edad. No tomó posesión del cargo sino hasta finales de diciembre del mismo año en que llegó a la península de Yucatán. Tenía la experiencia previa de haber sido gobernador de Venezuela, Provincia de Tierra Firme, de 1630 a 1637.
Dice la enciclopedia Yucatán en el tiempo, que fue Francisco Núñez un militar estricto y de voluntad enérgica, pero quien, desde el inicio de su mandato se caracterizó por su afán de riqueza y que para ello utilizó indebidamente la contratación de los indígenas. También dice que organizó expediciones orientadas a reducir a los nativos dispersos en la selva de la península de Yucatán.
Logró repoblar varias villas abandonadas a través de los esfuerzos de los militares que condujeron estas campañas de atracción y reducción de indígenas a fin de lograr que estos estuvieran sujetos a las leyes y autoridades coloniales.
El 13 de abril de 1644 murió Núñez Melián en un accidente a caballo durante una parada militar que se verificaba en la ciudad de Mérida, capital de la provincia. Participaba el gobernador a pesar de su edad, en una escaramuza militar que se verificaba durante una revista general de armas, cuando su caballo desbocó acarreándole la muerte.
Tras el fallecimiento del gobernador cubrieron el despacho de los asuntos del gobierno en Mérida los capitanes Alonso Magaña Padilla y Agustín de Vargas, quienes eran alcaldes ordinarios de la capital, hasta en tanto se presentó en Yucatán el 28 de junio de 1644, Enrique Dávila Pacheco, que fue nombrado gobernador interino de Yucatán por el virrey de la Nueva España, García Sarmiento de Sotomayor.